# Плитняки (местечко)
Плитняки — местечко в Назиевском городском поселении Кировского района Ленинградской области.

## История
Согласно военно-топографической карте Петроградской и Новгородской губерний издания 1916 года на месте современного местечка Плитняки располагались Казармы.

Железнодорожная платформа Плитняки на карте 1941 года

По данным 1966 и 1973 годов в подчинении Назиевского поссовета Волховского района находилась платформа Плитняки.
По данным 1990 года в состав Назиевского поссовета Кировского района входило местечко Плитняки.
В 1997 году в местечке Плитняки Назиевского поссовета проживали 3 человека, в 2002 году — 4 человека (все русские).
В 2007 году в местечке Плитняки Назиевского ГП — 3 человека.

## География
Местечко расположено в северо-восточной части района на автодороге 41К-239 (Войпала — Горная Шальдиха), к востоку от центра поселения, посёлка Назия.
Расстояние до административного центра поселения — 9 км.
Через местечко проходит железнодорожная линия Мга — Волховстрой I. В местечке находится остановочный пункт, платформа Плитняки.
Через местечко протекает река Тящевка.

## Демография
| 2007 | 2010 | 2017 |
| ---- | ---- | ---- |
| 3    | ↘0   | ↗3   |